# 西川大輔 (ラグビー選手)
西川 大輔（にしかわ だいすけ、1997年8月24日 - ）は、ジャパンラグビーリーグワンリコーブラックラムズ東京に所属するラグビー選手。

## プロフィール
- 愛知県名古屋市出身。
- ポジションはセンター(CTB)。
- 身長 183 cm、体重 90 kg

## 略歴
2016年、豊明高校卒業後、中京大学に入学。
2019年、中京大学ラグビー部の副将に就任した。
2020年、中京大学卒業後、リコーブラックラムズ(現・リコーブラックラムズ東京)に加入。
2022年1月9日に行われたJAPAN RUGBY LEAGUE ONE第1節NTTドコモレッドハリケーンズ大阪戦にて先発出場で公式戦初出場を果たした。

## テレビ出演
- Black LOVEz（2022年1月3日、TOKYO MX）[4]